# ویلای توگندهات
ویلا توگندهات (انگلیسی: Villa Tugendhat) ساختمانی تاریخی است در محله پولدارنشین «چرنا پوله» در شهر برنو جمهوری چک. این ویلا که نمونه‌ای کلاسیک از کارکردگرایی است در فهرست میراث جهانی یونسکو قرار دارد.
ویلا توگندهات یکی از نمونه‌های پیشگام در حوزه معماری نو در اروپا است و تبدیل به نمادی از تجددگرایی شده‌است. معمار این ویلا، لودویگ میس فن در روهه آلمانی، آن را بین سال‌های ۱۹۲۸ و ۱۹۳۰ بااستفاده از بتن تقویت‌شده ساخت. او این ویلا را برای فریتز توگندهات و همسرش گِرِتا ساخت. در سال ۱۹۹۲، مذاکراتی که به جدایی چک و اسلواکی از هم انجامید در ویلا توگندهات انجام شد. ویلا توگندهات از سال ۱۹۹۴ به عنوان موزه برای عموم قابل بازدید است.

## پیشینه
فریتز توگندهات، یک کارخانه‌دار یهودی بود. او سفارش ساخت این ویلا را بر روی زمینی که به عنوان هدیه از بستگان خود دریافت کرده‌بود داد. شرکت ساختمانی آرتور و موژیچ آیسلر در تابستان ۱۹۲۹ کار ساخت ویلا را آغاز کرده و ساخت آن را پس از ۱۴ ماه به پایان رساند. فریتز و گرتا توگندهات تنها هشت سال در این ویلا سکونت داشتند و در سال ۱۹۳۸ ناچار شدند به همراه فرزندانشان از چکسلواکی بگریزند. آنها در سوئیس اقامت گزیدند و دیگر هیچ‌گاه در ویلای خود زندگی نکردند. ویلا توگندهات در سال ۱۹۳۹ توسط گشتاپو مصادره شد و گشتاپو از آن به عنوان دفتر و آپارتمان استفاده می‌کرد. در این زمان دکور داخلی ساختمان تغییر پیدا کرد و بسیاری از آذین‌های آن ناپدید شدند.
در پایان جنگ جهانی دوم و پس از آن ویلا توگندهات که اینک تبدیل به اصطبل و اقامتگاه نظامیان شوروی شده‌بود بر اثر درگیری‌های نظامی آسیب زیادی دید. طی چند دهه متعاقب جنگ جهانی دوم این ویلا تا اندازه‌ای مرمت شد و از آن برای مقاصد مختلف، ازجمله به عنوان مرکز روان‌درمانی کودکان، استفاده کردند.
در سال ۱۹۶۷ گرتا توگندهات به همراه یک معمار ارشد از استودیوی میس در شیکاگو به ویلا بازگشت و طرح اصلی ساختمان را برای او توضیح داد. پس از آن گروهی از معماران چک تصمیم به مرمت این ساختمان گرفتند و پس از سال ۱۹۸۰ این ساختمان مرمت و بازسازی شد. این ساختمان در سال ۲۰۰۱ در فهرست فهرست میراث جهانی یونسکو قرار گرفت. در ۲۶ اوت ۱۹۹۲ واتسلاو کلاوس و ولادیمیر مچیار، رهبران سیاسی چکسلواکی در این ویلا ملاقات کرده و سند جدایی چک و اسلواکی را در این مکان امضا کردند. ویلا توگندهات از سال ۱۹۹۴ تبدیل به موزه شده و مدیریت آن برعهده شهرداری برنو قرار گرفته‌است.

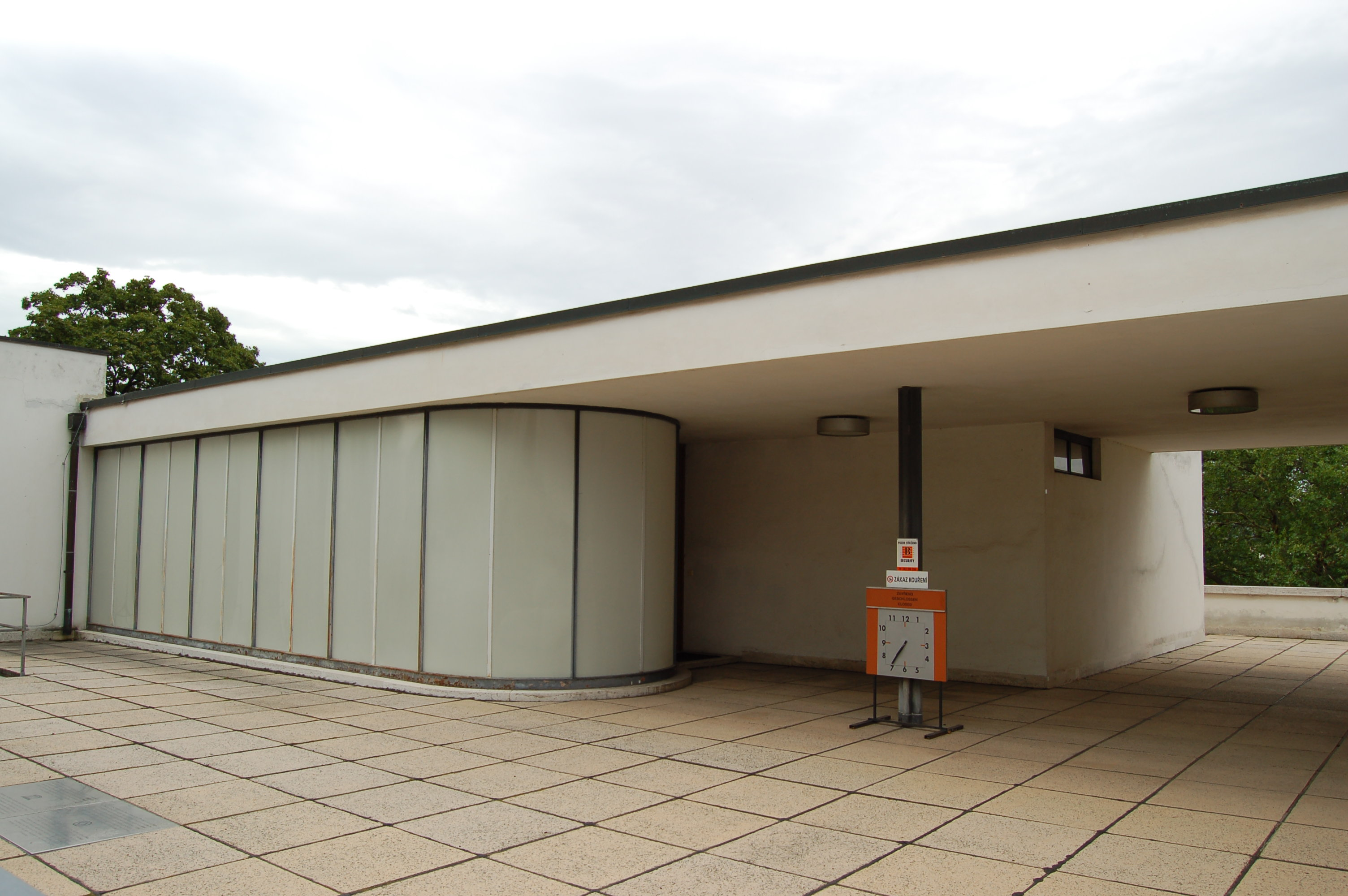
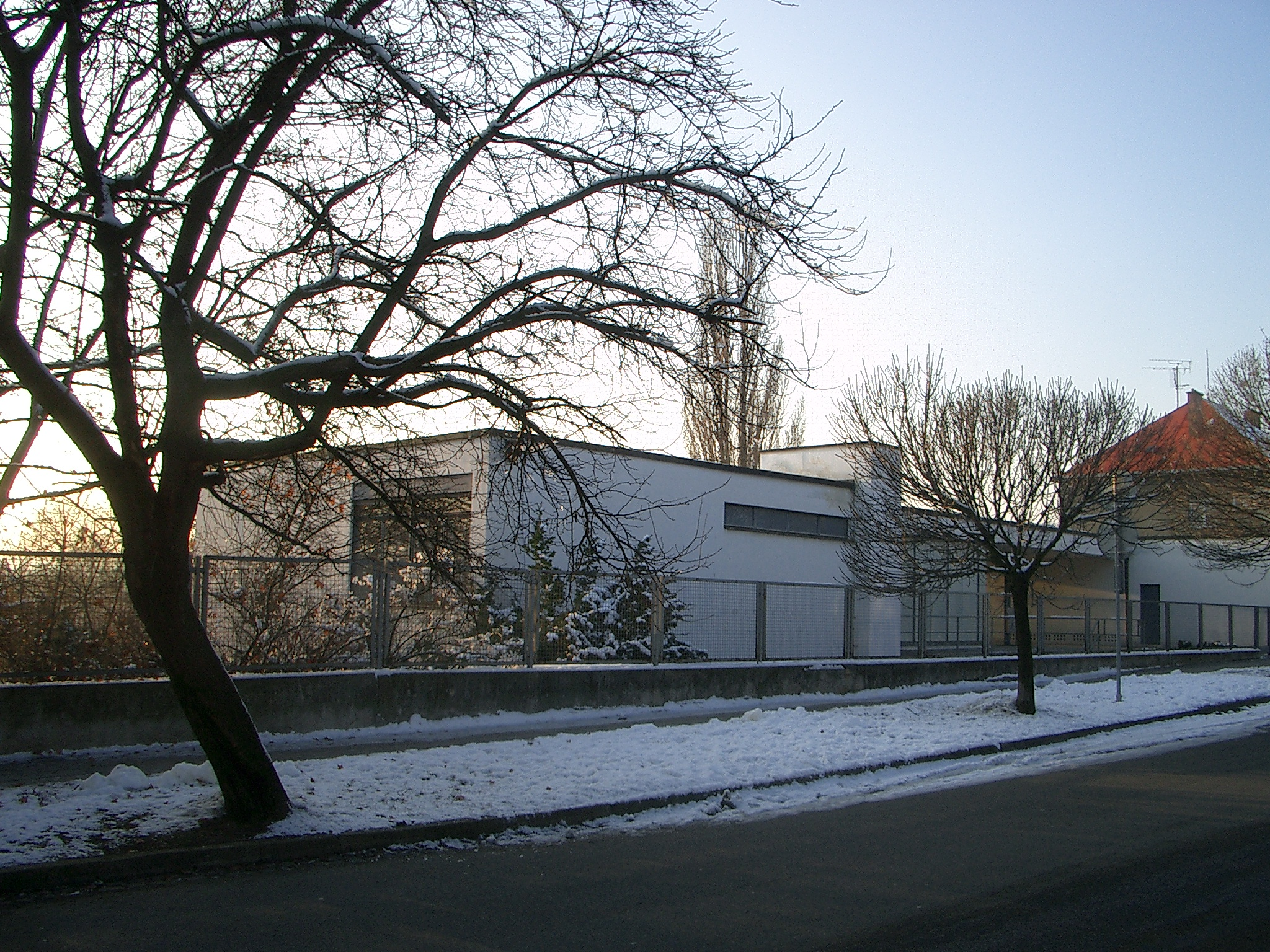
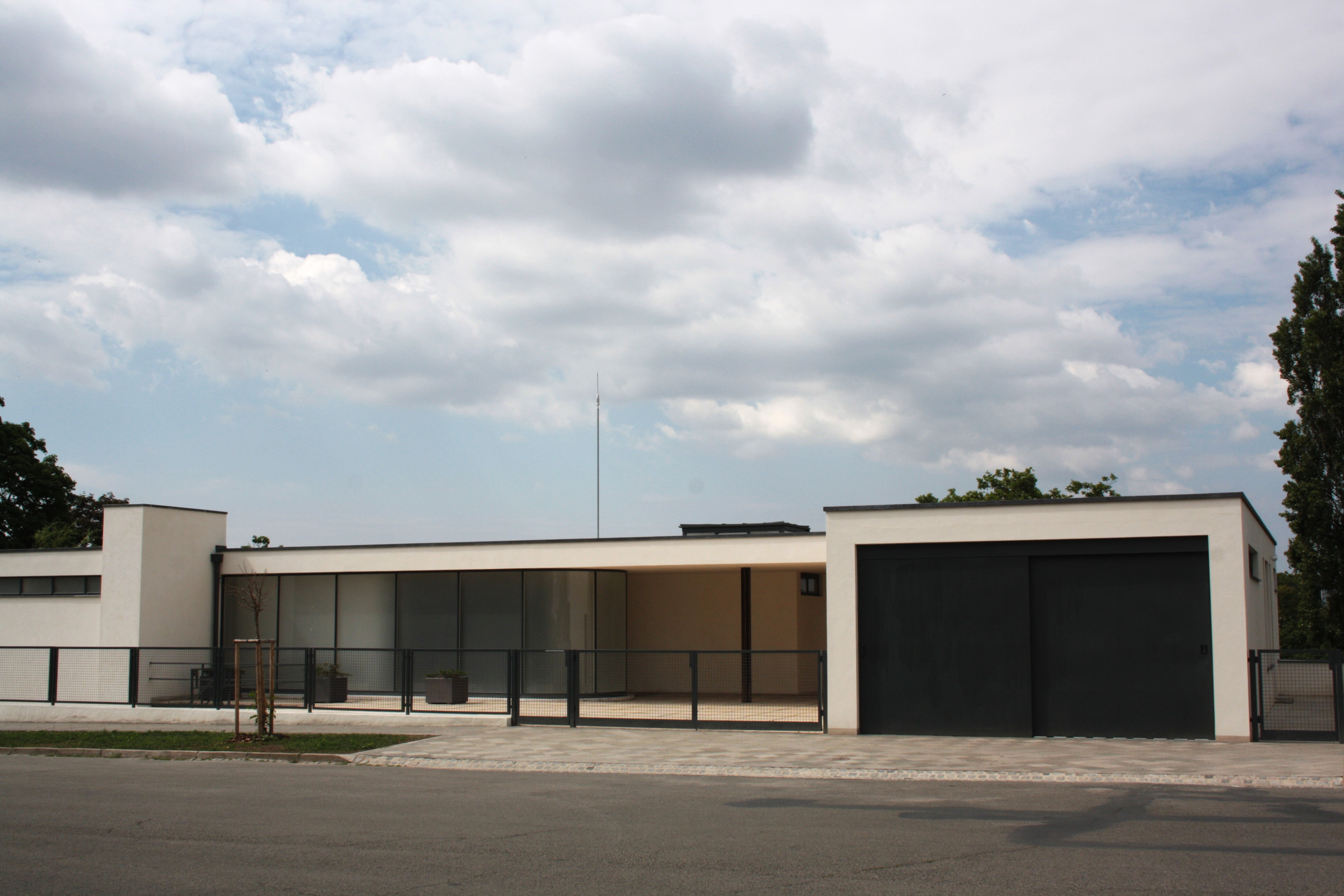
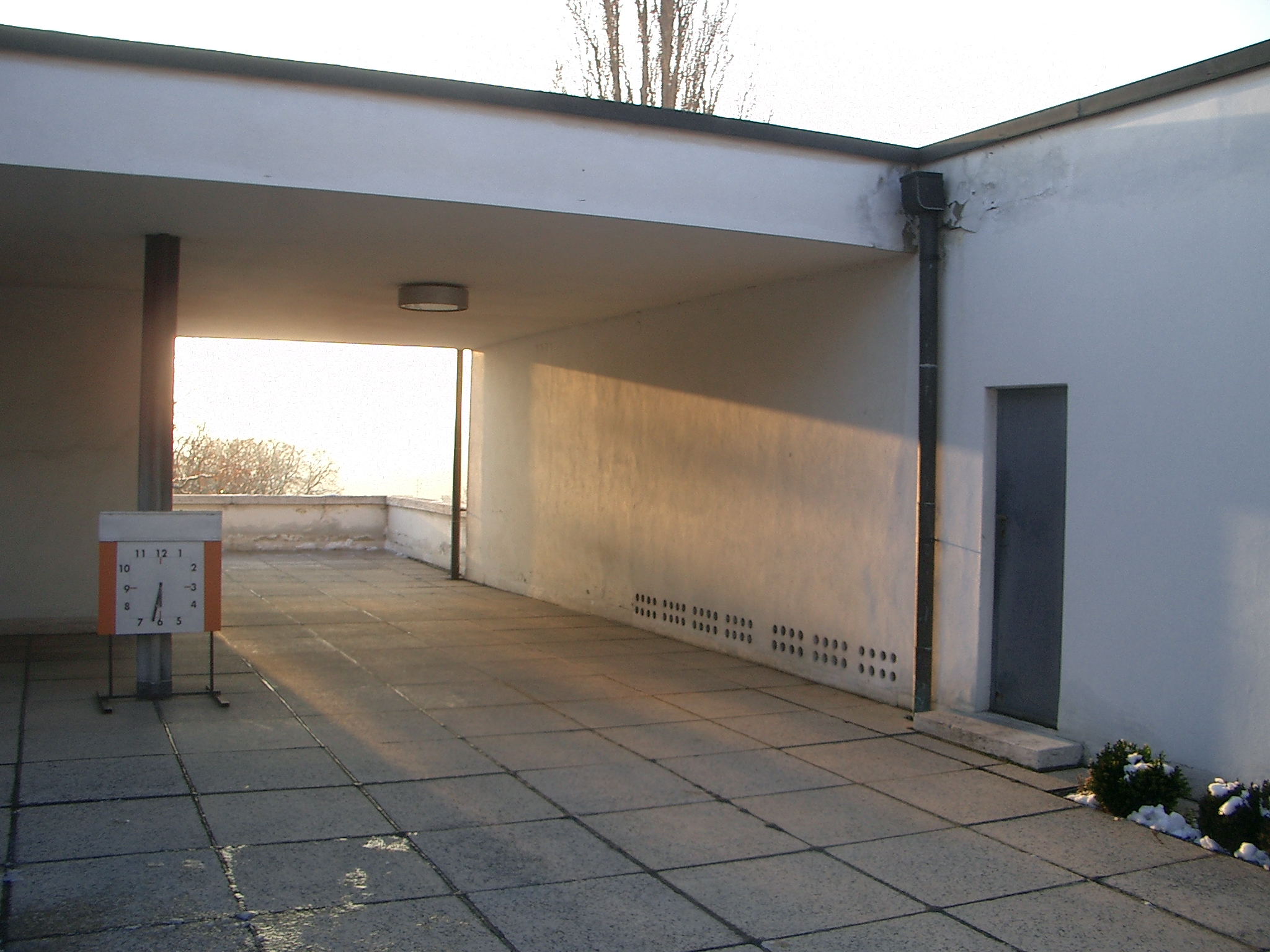
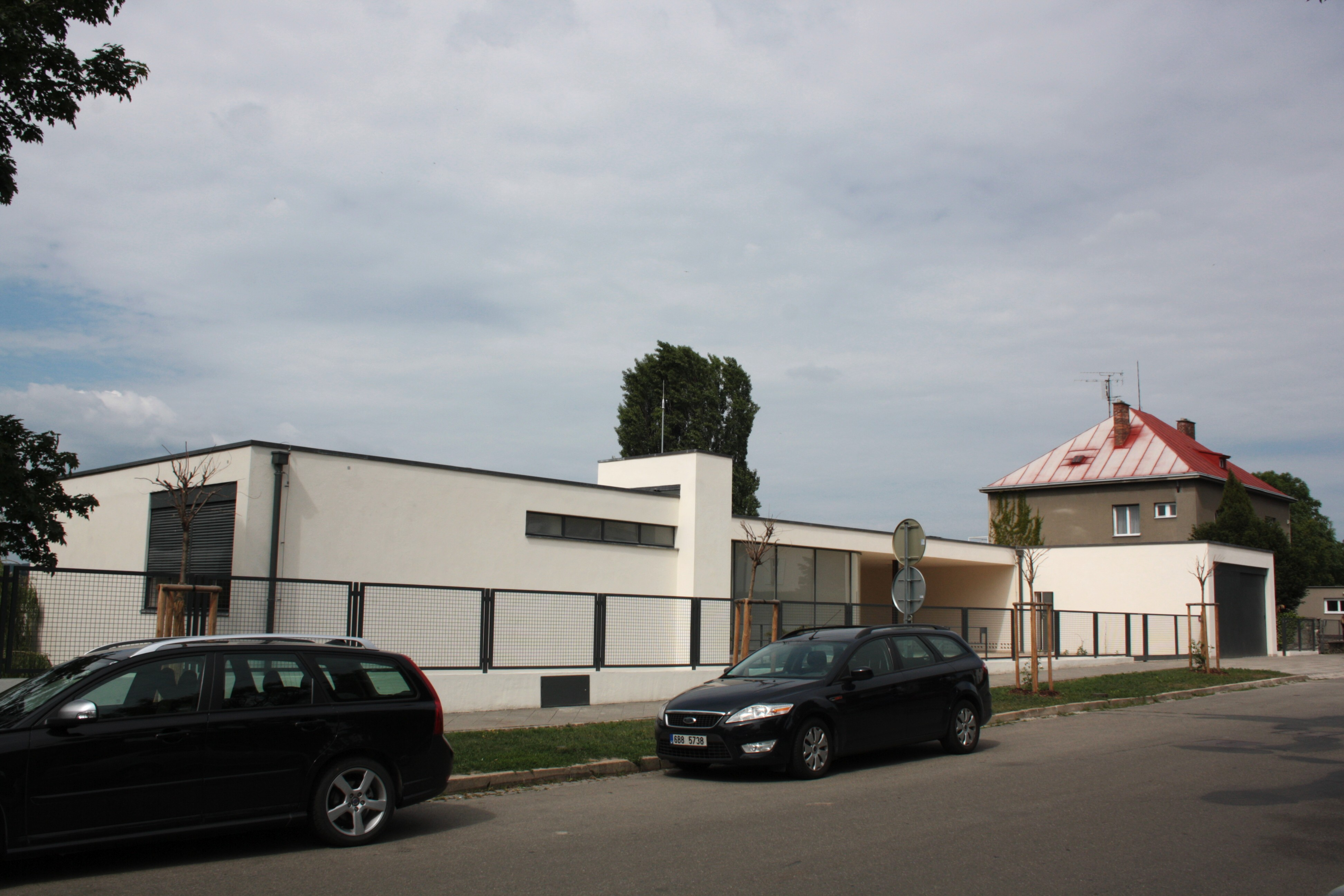
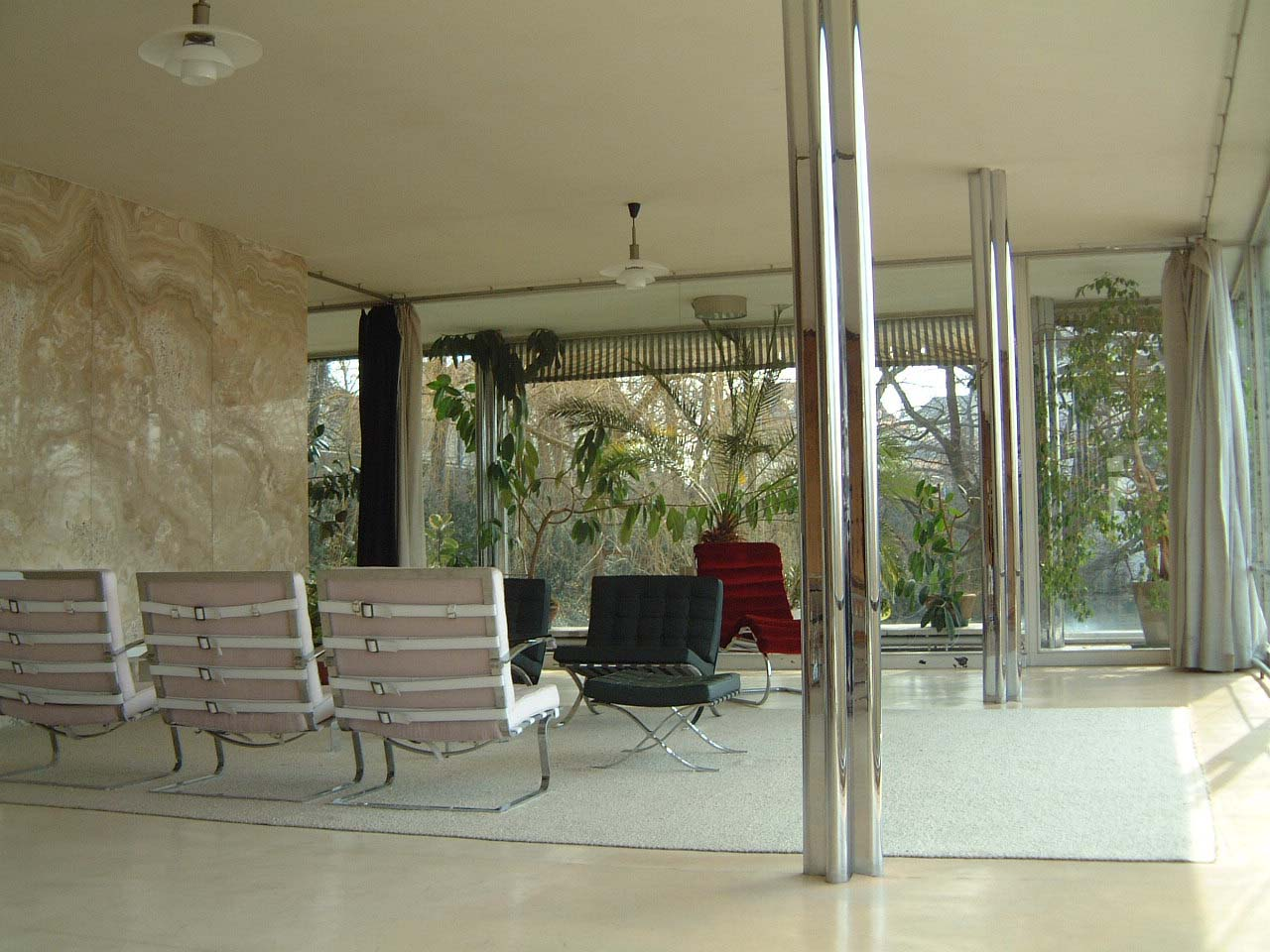
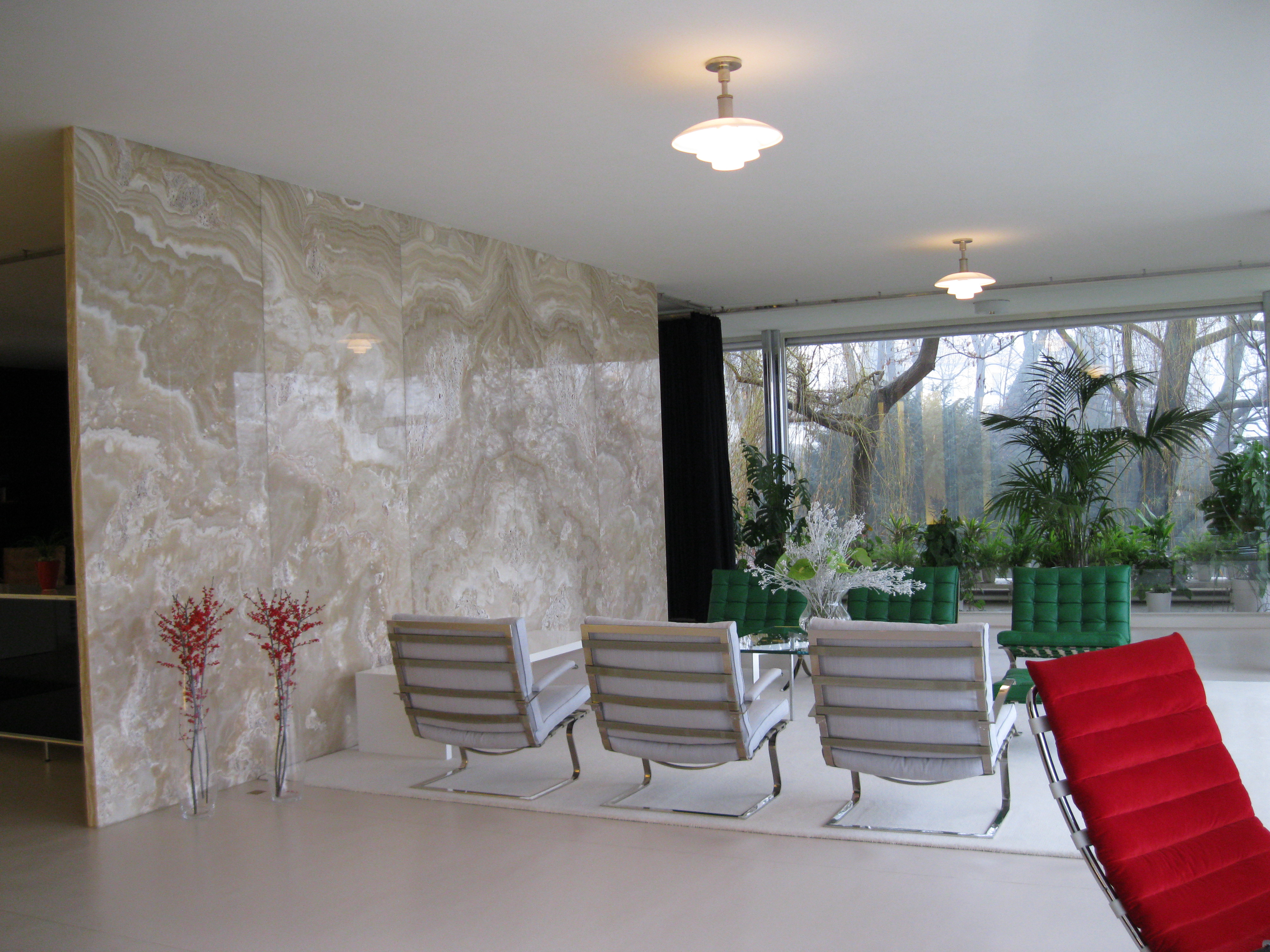
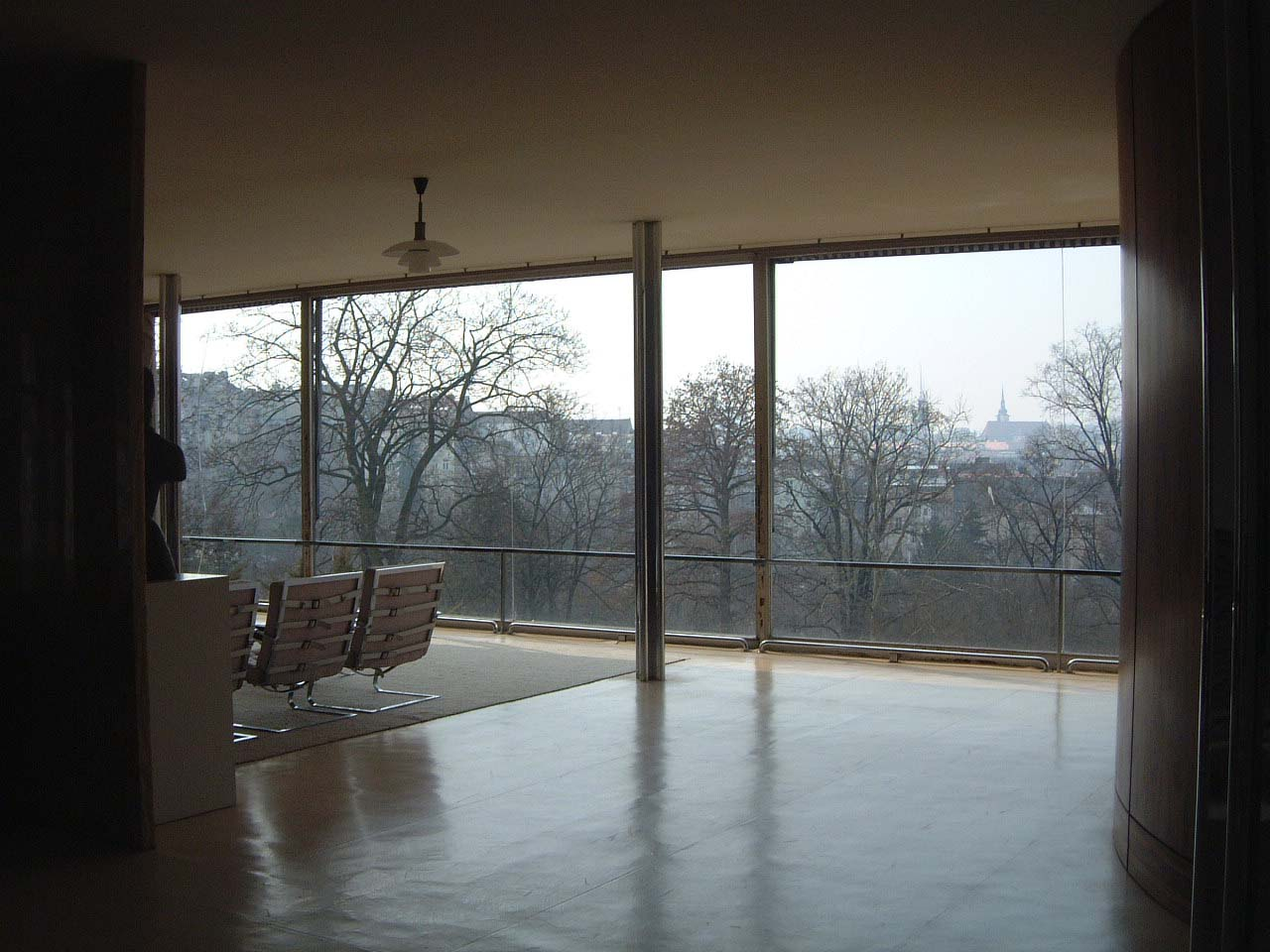